# Erneuerbare-Energien-Richtlinie
Als Erneuerbare-Energien-Richtlinie (englisch Renewable Energy Directive, kurz RED) werden mehrere Richtlinien der Europäischen Union bezeichnet. Sie sind seit 2019 das Fundament für die europäische Erneuerbare-Energie-Politik. Die Richtlinien dienen als wirkungsvoller Ausgleich für die über Jahrzehnte erfolgten finanziellen und strukturellen Förderungen und Vorteile für herkömmliche Energien. 2009 wurde die erste Version als Richtlinie 2009/28/EG (RED I), 2018 die zweite Version als Richtlinie (EU) 2018/2001 (RED II) und 2023 die dritte Version als Richtlinie (EU) 2023/2413 (RED III) veröffentlicht.

## Vorherige Richtlinien
Im September 2001 wurde die Richtlinie 2001/77/EG zur Förderung der Stromerzeugung aus erneuerbaren Energiequellen erlassen.

## Richtlinie 2009/28/EG
Mit der Erneuerbare-Energien-Richtlinie (EG), vollständig Richtlinie 2009/28/EG des Europäischen Parlaments und des Rates vom 23. April 2009 zur Förderung der Nutzung von Energie aus erneuerbaren Quellen und zur Änderung und anschließenden Aufhebung der Richtlinien 2001/77/EG und 2003/30/EG, wurden für die Mitgliedstaaten der Europäischen Union verbindlich der von ihnen jeweils bis zum Jahr 2020 zu erreichende Anteil von erneuerbaren Energien an der von ihnen verbrauchten gesamten Energie mit dem Ziel festgelegt, dass bis zu diesem Jahr in der gesamten EU der Anteil von erneuerbaren Energien am Gesamtenergieverbrauch bei mindestens 20 % liegen wird.

### Anlass
Der Richtlinie waren Verhandlungen der EU und ihrer Mitgliedstaaten zum Klima- und Energiepaket 2020 vorangegangen. Auslöser waren die Beschlüsse des Europäischen Rats aus dem Jahre 2007 zu einer integrierten Energie- und Klimapolitik. Mit der Richtlinie wird nunmehr zum ersten Mal ein gemeinschaftsrechtlicher Rahmen für die Verwendung von erneuerbaren Energien in den drei Energiebereichen Strom, Wärme/Kälte und Verkehr geschaffen. Die bisher geltenden Richtlinien 2001/77/EG für Strom und 2003/30/EG zu den Biokraftstoffen wurden mit der EE-Richtlinie aufgehoben. Ihre Zuständigkeit zum Erlass der EE-Richtlinie stützt die EU sowohl auf ihre Umweltkompetenz (Art. 175 Abs. 1 EGV) als auch auf ihre Binnenmarktkompetenz (Art. 95 EGV).

### Zielvorgaben bei den Anteilen am Gesamtenergieverbrauch
Die Richtlinie setzt für jedes Mitgliedsland gesondert den Anteil der erneuerbaren Energien am gesamten Endenergieverbrauch (Art. 5 Richtlinie) fest, der von dem Mitgliedsland 2020 erreicht werden muss, für Deutschland mit 18 %, damit sich in der gesamten EU der Anteil dann auf 20 % beläuft. Die den Mitgliedsländern auferlegten Quoten sind im Hinblick auf den bis zum Erlass der Richtlinie erreichten Stand unterschiedlich hoch. Diese Quoten sind verbindlich, das heißt bei Nichterreichen der Ziele kann die EU Sanktionen gegen die betroffenen Mitgliedstaaten verhängen. Für den Verkehrsbereich wurde zudem festgesetzt, dass innerhalb des Gesamtziels in jedem Mitgliedstaat mindestens 10 % der verbrauchten Energie aus erneuerbaren Energien stammen muss.

### Fördermodelle
Innerhalb der EU stehen sich bei der Stromerzeugung seit Anbeginn zwei Fördermodelle gegenüber. Das ist einmal das deutsche, mittlerweile von der Mehrheit der Mitgliedstaaten übernommene Einspeisungsmodell des Erneuerbaren-Energien-Gesetzes, zum anderen das in Schweden und früher im Vereinigten Königreich angewandte Quotenmodell, nach dem den Erzeugern bestimmte Quoten von Strom aus erneuerbaren Energien auferlegt werden, die diese aber auch durch den Erwerb von grünen Zertifikaten (für entsprechend erzeugten Strom) erfüllen können. Viele Jahre hatte die EU das Quotenmodell favorisiert, da das deutsche Einspeisungsmodell sich bei der Förderung auf im fördernden Staat erzeugten Strom beschränkt, während das Quotenmodell auch Strom, der in anderen Mitgliedstaaten aus erneuerbaren Energien erzeugt wurde, zum Zertifikathandel zulässt. Später stützte die Kommission beide Modelle in der Absicht, dass sie miteinander konkurrieren sollten. Auch in der Erneuerbare-Energien-Richtlinie werden beide Modelle weiterhin zugelassen. Jedoch wird nunmehr auch ausdrücklich die Notwendigkeit einer dauerhaften Absicherung der Modelle durch die Richtlinie zum Ziel erklärt (Erwägungsgrund 25), um im Hinblick auf die Förderung Investitionssicherheit zu gewährleisten. Damit dürfte für das ursprüngliche deutsche Einspeisungsmodell auch der letzte Zweifel an einer gemeinschaftsrechtlichen Zulässigkeit beseitigt sein.

### Allgemeine Maßnahmen
Die Mitgliedstaaten sind verpflichtet, die zur Erreichung der Zielvorgaben erforderlichen Maßnahmen zu ergreifen, wozu neben Förderregelungen auch Maßnahmen zur Kooperation zwischen den Mitgliedstaaten und Drittländern gehören. Die Bestimmungen des EG-Vertrags über das Verbot von Beihilfen (Art. 87 EGV) werden dahingehend eingeschränkt, dass die Mitgliedstaaten ihre Förderung auch auf inländisch erzeugten Strom aus erneuerbaren Energien beschränken dürfen (Art. 3 Abs. 2 Richtlinie). Jeder Mitgliedstaat muss einen nationalen Aktionsplan für erneuerbare Energien bis zum 30. Juni 2010 verabschieden und der EU vorlegen. Bleibt ein Land hinter den Zielen seines Aktionsplans für zwei Jahre zurück, muss es einen angepassten Aktionsplan vorlegen, der Maßnahmen zur Einhaltung der Ziele anführt. Gemeinsame Projekte zwischen Mitgliedstaaten und mit Drittländern sind vorgesehen. Bei Projekten mit Drittstaaten kann unter bestimmten Voraussetzungen auch erst nach dem Stichtag von 2020 erzeugte Elektrizität z. B. bei der Berechnung zur Erfüllung der Zielvorgaben herangezogen werden (Art. 9 Abs. 3 Richtlinie), wie bei den Großprojekten zur Nutzung von Solarenergie in der Sahara.

### Einzelmaßnahmen
Die Mitgliedstaaten werden verpflichtet, ihre einschlägigen Verwaltungsverfahren zu vereinfachen sowie effizienter zu machen und dabei Genehmigungsverfahren bei kleineren Projekten und gegebenenfalls für dezentrale Anlagen zur Produktion von Energie aus erneuerbaren Energien auch durch einfache Mitteilung zu ersetzen (Art. 13 Abs. 2 lit. f Richtlinie).
Bis zum 31. Dezember 2014 müssen die Mitgliedstaaten sowohl für Neubauten als auch für bestehende Gebäude, soweit dort größere Renovierungsarbeiten durchgeführt werden, ihre Vorschriften so anpassen, dass für die Wärme- oder Kälteversorgung ein Mindestmaß an Energie aus erneuerbaren Energien genutzt wird (Art. 13 Abs. 4 Richtlinie). In Deutschland gilt dies nach dem Erneuerbare-Energien-Wärmegesetz bislang nur für Neubauten (mit Ausnahme von Baden-Württemberg, wo sich die Nutzungspflicht unter bestimmten Voraussetzungen auch auf Altbauten erstreckt).
Die Mitgliedstaaten haben die geeigneten Schritte zu ergreifen, um die Netze für die Aufnahme von Strom aus erneuerbaren Energien auszubauen, deren vorrangigen oder garantierten Netzzugang zu kostendeckenden Preisen zu gewährleisten und den aufgenommenen Strom zu übertragen und zu verteilen. Von den Übertragungs- und Verteilernetzbetreibern kann die Übernahme der bei der Stromerzeugung aus erneuerbaren Energien anfallenden Mehrkosten verlangt werden (Art. 16 Richtlinie). In Deutschland sind diese Vorgaben im Wesentlichen durch das Erneuerbare-Energien-Gesetz bereits erfüllt.

### Ziele im Verkehrssektor
Zur Berechnung des Endenergieverbrauchs im Verkehrssektor werden nur Otto- und Dieselkraftstoffe und im Straßenverkehr und Schienenverkehr verbrauchte Biokraftstoffe und Elektrizität berücksichtigt. Bei der Berechnung der Mengen, mit denen bis zum Jahr 2020 mindestens 10 % des Endenergieverbrauchs aus erneuerbaren Energien gedeckt werden müssen, werden alle Arten von Energie aus erneuerbaren Quellen, die bei allen Verkehrsträgern verbraucht werden, zugrunde gelegt. Bei Fahrzeugen mit Elektroantrieb im Straßenverkehr wird der Verbrauch von Elektrizität, die aus erneuerbaren Energien gewonnen ist, mit dem 2,5-fachen Energiegehalt bei den Berechnungen berücksichtigt (Art. 3 Abs. 4 lit. c) Richtlinie).
In Deutschland bestimmt das Biokraftstoffquotengesetz in Verbindung mit § 37a Abs. 4 BImSchG, dass die Treibhausgasemissionen von in Verkehr gebrachten fossilen Otto- und fossilen Dieselkraftstoffen zuzüglich der Treibhausgasemissionen der in Verkehr gebrachten Biokraftstoffe ab 2015 um 3,5 % (ab 2017 um 4 %, ab 2020 um 6 %) gegenüber dem fossilen Referenzwert von 83,8 kg CO2Äq/GJ gemindert werden müssen. Die bisher die Verwendung von Biokraftstoffen regelnde Richtlinie 2003/30/EG wurde aufgehoben und durch diese Regelungen der Erneuerbare-Energien-Richtlinie ersetzt.

### Nachhaltigkeitsanforderungen an Biomasse
Für die Herstellung von Biokraftstoffen und flüssigen Biobrennstoffen werden unabhängig davon, ob die nachwachsenden Rohstoffe innerhalb oder außerhalb der Gemeinschaft angebaut werden, hieraus gewonnene Energien im Rahmen der Vorgaben und Anforderungen der Richtlinie nur berücksichtigt, wenn sie zu einer Minderung der Treibhausgasemissionen von mindestens 35 % betragen; der Prozentsatz steigt ab 2017 auf 50 % an. Ebenfalls dürfen nur solche Rohstoffe verwandt werden, die aus einem nachhaltigen Anbau stammen, wofür unter dem Gesichtspunkt des Natur- und Umweltschutzes detaillierte Vorgaben gemacht werden. So werden Rohstoffe aus Primärwäldern – wie etwa Tropischen Regenwäldern – ausgeschlossen. Schließlich wird die Kommission verpflichtet, alle zwei Jahre über die Folgen der verstärkten Nachfrage nach nachwachsenden Rohstoffen sowohl in den Mitgliedstaaten als auch in Drittländern im Hinblick auf den Natur- und Umweltschutz und die Arbeits- und Sozialbedingungen der davon betroffenen Bevölkerung zu berichten. In Deutschland wurde diesen Vorgaben für den Bereich der Stromherstellung bereits durch die Biomassestrom-Nachhaltigkeitsverordnung vom 29. Juli 2009 entsprochen. Analog dazu wurde die Biokraftstoff-Nachhaltigkeitsverordnung vom 30. September 2009 (BGBl. I 3182) erlassen.
Die EU-Kommission plant gemäß der im Oktober 2012 vorgestellten neuen Biokraftstoffstrategie, den Einsatz von Biokraftstoffen auf 5 Prozent zu begrenzen. Um dennoch die von der EU-Erneuerbare-Energien-Richtlinie vorgesehene Erneuerbaren-Quoten im Verkehrssektor bis 2020 von 10 Prozent zu erreichen, sollen dafür Biokraftstoffe aus Abfallprodukten, Stroh oder Algen stärker angerechnet werden. Damit wird jedoch nicht der Anteil Biokraftstoffe im Kraftstoffmarkt erhöht, sondern de facto auf 5 Prozent reduziert, sodass die gewünschte Reduktion der Importabhängigkeit von Erdöl nicht erreicht werden würde. Darüber hinaus will die Kommission die Mindestschwellenwerte für die Treibhausgasreduktion bei neuen Anlagen auf 60 Prozent erhöhen. → mehr im Artikel Biokraftstoff

## Richtlinie (EU) 2018/2001
Die neue Erneuerbare-Energien-Richtlinie RED II (Renewable Energies Directive II) wurde am 21. Dezember 2018 verkündet, ist am 24. Dezember 2018 in Kraft getreten und ist bis 30. Juni 2021 in nationales Recht umzusetzen.[veraltet] Die Vorgänger-Richtlinie 2009/28/EG tritt mit 1. Juli 2021 außer Kraft (mit Ausnahme einiger Bestimmungen wie beispielsweise der Ziele).
Wesentlich bei der RED II ist:

### Bindende Ziele auf EU-Ebene bis 2030 (Art. 3)
Anders als bisher, wo es national verbindliche Ziele gab, sieht die neue Richtlinie ein verbindliches Gesamtziel auf EU-Ebene vor: 32 % erneuerbare Energien bis 2030. Die Mitgliedstaaten müssen ab 2021 „gemeinsam sicherstellen“, dass das EU-weite EE-Ausbauziel von 32 % bis 2030 erreicht wird (Art. 3 Abs. 1). Dazu müssen sie im Rahmen ihrer jeweiligen Klima- und Energiepläne (NECP) nationale Beiträge festlegen (Art. 3 Abs. 2) sowie ihre nationalen EE-Ausbauziele aus der Vorgänger-Richtlinie für 2020 weiterhin einhalten (Art. 3 Abs. 4). Die Kommission sollte das Ziel bis 2023 überprüfen und gegebenenfalls verschärfen (Art. 3 Abs. 1). Dies geschah durch die Richtlinie (EU) 2023/2413 (RED III, s. u.), in der in Art. 3 Abs. 1 das Ausbauziel auf 42,5 % festgelegt wurde.
Die folgende Tabelle gibt die Umsetzung der verbindlichen nationalen Ziele aus Richtlinie (2009/28/EG) wieder. Einige Länder erreichten die ihnen gesetzten Klimaziele bereits früher und sind grün gekennzeichnet. Kroatien trat erst 2013 der EU bei und erhielt als Klimaziel die Gesamt-EU-Zielsetzung von 20 %, die das Land schon zuvor erfüllte.
|                                    | 2004 | 2005 | 2006 | 2007 | 2008 | 2009 | 2010 | 2011 | 2012 | 2013 | 2014 | 2015 | 2016 | 2017 | 2018 | 2019 | 2020 | Ziel 2020 | Ziel 2030 |
| ---------------------------------- | ---- | ---- | ---- | ---- | ---- | ---- | ---- | ---- | ---- | ---- | ---- | ---- | ---- | ---- | ---- | ---- | ---- | --------- | --------- |
| Europäische Union - 27 (ab 2020)   | 9,6  | 10,2 | 10,8 | 11,7 | 12,6 | 13,9 | 14,4 | 14,5 | 16,0 | 16,7 | 17,4 | 17,8 | 18,0 | 18,4 | 19,1 | 19,9 | 22,1 | –         | 42,5      |
| Europäische Union - 28 (2013-2020) | –    | –    | –    | –    | –    | –    | –    | –    | –    | –    | –    | –    | –    | –    | –    | –    | –    | 20        | 32        |
| Belgien                            | 1,9  | 2,3  | 2,7  | 3,1  | 3,6  | 4,7  | 6,0  | 6,3  | 7,1  | 7,7  | 8,0  | 8,1  | 8,7  | 9,1  | 9,5  | 9,9  | 13,0 | 13        |           |
| Bulgarien                          | 9,2  | 9,2  | 9,4  | 9,1  | 10,3 | 12,0 | 13,9 | 14,2 | 15,8 | 18,9 | 18,1 | 18,3 | 18,8 | 18,7 | 20,6 | 21,5 | 23,3 | 16        |           |
| Dänemark                           | 14,8 | 16,0 | 16,3 | 17,7 | 18,5 | 19,9 | 21,9 | 23,4 | 25,5 | 27,2 | 29,3 | 30,5 | 31,7 | 34,4 | 35,2 | 37,0 | 31,7 | 30        |           |
| Deutschland                        | 6,2  | 7,2  | 8,5  | 10,0 | 10,1 | 10,9 | 11,7 | 12,5 | 13,5 | 13,8 | 14,4 | 14,9 | 14,9 | 15,5 | 16,7 | 17,3 | 19,3 | 18        | 42,5      |
| Estland                            | 18,4 | 17,5 | 16,0 | 17,1 | 18,8 | 23,0 | 24,6 | 25,5 | 25,6 | 25,4 | 26,1 | 29,0 | 29,2 | 29,5 | 30,0 | 31,7 | 30,1 | 25        |           |
| Finnland                           | 29,2 | 28,8 | 30,0 | 29,6 | 31,1 | 31,0 | 32,2 | 32,5 | 34,2 | 36,6 | 38,6 | 39,2 | 38,9 | 40,9 | 41,2 | 42,7 | 43,8 | 38        |           |
| Frankreich                         | 9,3  | 9,3  | 8,9  | 9,4  | 11,2 | 12,2 | 12,7 | 10,8 | 13,2 | 13,9 | 14,4 | 14,8 | 15,5 | 15,8 | 16,4 | 17,2 | 19,1 | 23        |           |
| Griechenland                       | 7,2  | 7,3  | 7,5  | 8,2  | 8,2  | 8,7  | 10,1 | 11,2 | 13,7 | 15,3 | 15,7 | 15,7 | 15,4 | 17,3 | 18,0 | 19,6 | 21,7 | 18        |           |
| Irland                             | 2,4  | 2,8  | 3,1  | 3,5  | 4,0  | 5,2  | 5,8  | 6,6  | 7,0  | 7,5  | 8,5  | 9,1  | 9,2  | 10,5 | 10,9 | 12,0 | 16,2 | 16        |           |
| Italien                            | 6,3  | 7,5  | 8,3  | 9,8  | 11,5 | 12,8 | 13,0 | 12,9 | 15,4 | 16,7 | 17,1 | 17,5 | 17,4 | 18,3 | 17,8 | 18,2 | 20,4 | 17        |           |
| Kroatien                           | 23,4 | 23,7 | 22,7 | 22,2 | 22,0 | 23,6 | 25,1 | 25,4 | 26,8 | 28,0 | 27,8 | 29,0 | 28,3 | 27,3 | 28,0 | 28,5 | 31,0 | 20        |           |
| Lettland                           | 32,8 | 32,3 | 31,1 | 29,6 | 29,8 | 34,3 | 30,4 | 33,5 | 35,7 | 37,0 | 38,6 | 37,5 | 37,1 | 39,0 | 40,0 | 40,9 | 42,1 | 40        |           |
| Litauen                            | 17,2 | 16,8 | 16,9 | 16,5 | 17,8 | 19,8 | 19,6 | 19,9 | 21,4 | 22,7 | 23,6 | 25,7 | 25,6 | 26,0 | 24,7 | 25,5 | 26,8 | 23        |           |
| Luxemburg                          | 0,9  | 1,4  | 1,5  | 2,7  | 2,8  | 2,9  | 2,9  | 2,9  | 3,1  | 3,5  | 4,5  | 5,0  | 5,4  | 6,2  | 8,9  | 7,0  | 11,7 | 11        |           |
| Malta                              | 0,1  | 0,1  | 0,1  | 0,2  | 0,2  | 0,2  | 1,0  | 1,9  | 2,9  | 3,8  | 4,7  | 5,1  | 6,2  | 7,2  | 7,9  | 8,2  | 10,7 | 10        |           |
| Niederlande                        | 2,0  | 2,5  | 2,8  | 3,3  | 3,6  | 4,3  | 3,9  | 4,5  | 4,7  | 4,7  | 5,4  | 5,7  | 5,8  | 6,5  | 7,4  | 8,9  | 14,0 | 14        |           |
| Österreich                         | 22,6 | 24,4 | 26,3 | 28,1 | 28,8 | 31,0 | 31,2 | 31,6 | 32,7 | 32,7 | 33,6 | 33,5 | 33,4 | 33,1 | 33,8 | 33,8 | 36,5 | 34        | 46–50     |
| Polen                              | 6,9  | 6,9  | 6,9  | 6,9  | 7,7  | 8,7  | 9,3  | 10,3 | 11,0 | 11,5 | 11,6 | 11,9 | 11,4 | 11,1 | 14,9 | 15,4 | 16,1 | 15        |           |
| Portugal                           | 19,2 | 19,5 | 20,8 | 21,9 | 22,9 | 24,4 | 24,2 | 24,6 | 24,6 | 25,7 | 29,5 | 30,5 | 30,9 | 30,6 | 30,2 | 30,6 | 34,0 | 31        |           |
| Rumänien                           | 16,8 | 17,6 | 17,1 | 18,2 | 20,2 | 22,2 | 22,8 | 21,7 | 22,8 | 23,9 | 24,8 | 24,8 | 25,0 | 24,5 | 23,9 | 24,3 | 24,5 | 24        |           |
| Slowenien                          | 18,4 | 19,8 | 18,4 | 19,7 | 18,6 | 20,8 | 21,1 | 20,9 | 21,6 | 23,2 | 22,5 | 22,9 | 22,0 | 21,7 | 21,4 | 22,0 | 25,0 | 25        |           |
| Slowakei                           | 6,4  | 6,4  | 6,6  | 7,8  | 7,7  | 9,4  | 9,1  | 10,3 | 10,5 | 10,1 | 11,7 | 12,9 | 12,0 | 11,5 | 11,9 | 16,9 | 17,3 | 14        |           |
| Schweden                           | 38,4 | 40,0 | 41,7 | 43,2 | 43,9 | 47,0 | 46,1 | 47,6 | 49,4 | 50,2 | 51,2 | 52,2 | 52,6 | 53,4 | 53,9 | 55,8 | 60,1 | 49        |           |
| Spanien                            | 8,3  | 8,4  | 9,2  | 9,7  | 10,7 | 13,0 | 13,8 | 13,2 | 14,2 | 15,1 | 15,9 | 16,2 | 17,0 | 17,1 | 17,0 | 17,9 | 21,2 | 20        |           |
| Tschechien                         | 6,8  | 7,1  | 7,4  | 7,9  | 8,7  | 10,0 | 10,5 | 10,9 | 12,8 | 13,9 | 15,1 | 15,1 | 14,9 | 14,8 | 15,1 | 16,2 | 17,3 | 13        |           |
| Ungarn                             | 4,4  | 6,9  | 7,4  | 8,6  | 8,6  | 11,7 | 12,7 | 14,0 | 15,5 | 16,2 | 14,6 | 14,5 | 14,4 | 13,6 | 12,5 | 12,6 | 13,9 | 13        |           |
| Zypern                             | 3,1  | 3,1  | 3,3  | 4,0  | 5,1  | 5,9  | 6,2  | 6,2  | 7,1  | 8,4  | 9,1  | 9,9  | 9,8  | 10,5 | 13,9 | 13,8 | 16,9 | 13        |           |
| Island                             | 58,9 | 60,3 | 60,9 | 71,9 | 68,0 | 70,2 | 70,9 | 72,3 | 73,7 | 73,8 | 73,0 | 71,9 | 75,3 | 74,1 | 77,2 | 78,6 | 83,7 | –         |           |
| Norwegen                           | 58,4 | 60,1 | 60,5 | 60,4 | 62,0 | 65,1 | 61,9 | 64,6 | 64,9 | 66,5 | 68,4 | 68,5 | 69,2 | 70,0 | 71,6 | 74,4 | 77,4 | –         |           |
| Schweiz                            | –    | –    | –    | –    | –    | –    | –    | –    | –    | –    | –    | –    | –    | –    | –    | –    | –    | –         |           |
| Vereinigtes Königreich             | 1,1  | 1,3  | 1,5  | 1,7  | 2,8  | 3,4  | 3,9  | 4,4  | 4,5  | 5,5  | 6,7  | 8,4  | 9,0  | 9,9  | 11,1 | 12,3 | –    | 15        |           |
| Montenegro                         | –    | 35,7 | 34,8 | 32,9 | 32,3 | 39,4 | 40,6 | 40,6 | 41,5 | 43,7 | 44,1 | 43,1 | 41,5 | 39,7 | 38,8 | 37,7 | 43,8 | –         |           |
| Nordmazedonien                     | 15,7 | 16,5 | 16,5 | 15,0 | 15,6 | 17,2 | 16,5 | 16,4 | 18,1 | 18,5 | 19,6 | 19,5 | 18,0 | 19,6 | 18,2 | 17,5 | 19,2 | –         |           |
| Albanien                           | 29,6 | 31,4 | 32,1 | 32,7 | 32,4 | 31,4 | 31,9 | 31,2 | 35,2 | 33,2 | 31,9 | 34,9 | 37,0 | 35,8 | 36,6 | 38,0 | 45,0 | –         |           |
| Serbien                            | 12,7 | 14,3 | 14,5 | 14,3 | 15,9 | 21,0 | 19,8 | 19,1 | 20,8 | 21,1 | 22,9 | 22,0 | 21,1 | 20,3 | 20,3 | 21,4 | 26,0 | –         |           |
| Bosnien und Herzegowina            | 20,3 | 19,8 | 19,2 | 18,7 | 16,7 | 18,5 | 18,7 | 18,0 | 18,0 | 19,3 | 24,9 | 26,6 | 25,4 | 23,2 | 36,0 | 37,6 | –    | –         |           |
| Kosovo                             | 20,5 | 19,8 | 19,5 | 18,8 | 18,4 | 18,2 | 18,2 | 17,6 | 18,6 | 18,8 | 19,5 | 18,5 | 24,5 | 23,1 | 24,6 | 24,2 | 24,4 | –         |           |

### Nationaler Energie- und Klimaplan (NECP)
Art. 3 Abs. 2 verknüpft das gemeinsame Ziel der EU mit der Verpflichtung der Mitgliedsländer aus Art. 3 der sogenannten Governance-Verordnung (Verordnung 2018/1999 über das Governance-System für die Energieunion und für den Klimaschutz), integrierte nationale Energie- und Klimapläne aufzustellen. Alle Mitgliedstaaten müssen bis Ende 2019, danach alle zehn Jahre, solche Pläne der Kommission übermitteln (Art. 3 Abs. 1 Governance-Verordnung). Sie müssen sowohl Maßnahmen als auch Zeitpläne und Vorschläge für die Finanzierung umfassen (Art. 4–8 Governance-Verordnung). Die Entwürfe der nationalen Pläne werden jeweils zunächst durch die EU-Kommission bewertet, welche gegebenenfalls Empfehlungen an die einzelnen Staaten ausspricht (Art. 9 Governance-Verordnung). Als Bewertungsgrundlage dienen ab 2021 die EU-2020 Ziele, welche in der RED I festgelegt wurden (Art. 13 Governance-Verordnung).

### Fördersysteme
Die Fördermechanismen müssen so ausgestaltet sein, dass
- sie Anreize für die marktgestützte EE-Einspeisung bieten,

- Wettbewerbsverzerrungen auf den Strommärkten vermieden werden,
- die EE-Stromanbieter auf Strommarktpreise und Netzengpässe reagieren.

Entscheidend ist, dass die Vorgaben der RED II bezüglich Transparenz, Nicht-Diskriminierung etc. gewährleistet werden und sichergestellt ist, dass die mit der Förderung verbundene Beihilfe auf das notwendige Mindestmaß beschränkt ist.

### Verbot rückwirkender Verschlechterung
Die Mitgliedstaaten stellen sicher, dass von ihnen vorgenommene Änderungen bei der EE-Förderung sich nicht negativ auf die Wirtschaftlichkeit der geförderten Projekte auswirken (Art 6).

### Öffnung der Fördersysteme für andere Mitgliedstaaten
Mitgliedstaaten können selbst entscheiden, dass künftig ein Teil der von ihnen geförderten EE-Kapazität EE-Anbietern aus anderen Mitgliedstaaten offensteht. Der unverbindliche Anteil soll laut Art 5 mindestens 5 % ab 2021 und 10 % ab 2027 betragen. Die Kommission bewertet bis 2023, inwieweit die Mitgliedstaaten verpflichtet werden sollten, ihre EE-Fördersysteme partiell für andere Mitgliedstaaten zu öffnen.

### Wärme-Kälte-Sektor
Die Mitgliedstaaten haben das indikative Ziel, den EE-Anteil im Wärme-und-Kälte-Sektor um mindestens 1,3 % pro Jahr zu erhöhen. Das Ziel verringert sich auf 1,1 % für jene Mitgliedstaaten, in denen keine Abwärme oder -kälte genutzt wird.

### Verkehrssektor (Art. 25)
Verpflichtung der Kraftstoffhersteller, bis 2030 einen EE-Anteil von 14 % nachzuweisen.

### Weitere Neuerungen bei der Richtlinie (EU) 2018/2001
- Entwicklung von intelligenten Netzen (15 % electricity interconnection by 2030)
- Steigerung der Kooperation unter Mitgliedsstaaten (Projektierung, Förderung)
- Vereinfachung der Genehmigungsverfahren
- Möglichkeit zur Eigenversorgung und Überschusseinspeisung
- Anerkennung von renewable energy communities[2]

## Richtlinie (EU) 2023/2413
Im Oktober 2023 wurde die dritte Version der Erneuerbare-Energien-Richtlinie (RED III) als Richtlinie (EU) 2023/2413 veröffentlicht. Das Ziel ist u. a., dass der Gesamtenergieverbrauch der EU im Jahr 2030 zu 42,5 % aus erneuerbaren Energien kommt. Die wichtigsten Elemente der RED III müssen bis zum 21. Mai 2025 in nationales Recht umgesetzt worden sein.